# Episodi di Arriva Cristina
La prima e unica stagione della serie televisiva Arriva Cristina, composta da 36 episodi, è stata trasmessa in prima visione in Italia, sul canale Italia 1, dal 3 ottobre al 23 dicembre 1988.
| N° | Titolo originale                   | Prima TV Italia  |
| -- | ---------------------------------- | ---------------- |
| 1  | Buongiorno a tutti!                | 3 ottobre 1988   |
| 2  | A che gioco giochiamo?             | 5 ottobre 1998   |
| 3  | Un mistero da svelare              | 7 ottobre 1998   |
| 4  | Dov'è quel calzino?                | 10 ottobre 1998  |
| 5  | A.A.A. aiutante cercasi            | 12 ottobre 1998  |
| 6  | Padelle, rock e… formiche          | 14 ottobre 1998  |
| 7  | Quando l'aspirapolvere si arrabbia | 17 ottobre 1988  |
| 8  | Gelosia......                      | 19 ottobre 1998  |
| 9  | Occhiali sì, occhiali no?          | 21 ottobre 1998  |
| 10 | Occhio al professore!              | 24 ottobre 1988  |
| 11 | Tre ragazzi nei guai               | 26 ottobre 1988  |
| 12 | Muscoli e sogni                    | 28 ottobre 1988  |
| 13 | Un tavolo per tre                  | 31 ottobre 1988  |
| 14 | Amici-nemici                       | 2 novembre 1988  |
| 15 | Tre fidanzati                      | 4 novembre 1988  |
| 16 | La partita di pallone              | 7 novembre 1988  |
| 17 | Che amore d'invenzione             | 9 novembre 1988  |
| 18 | Concorso di bellezza               | 11 novembre 1988 |
| 19 | Un miciolino... feroce             | 14 novembre 1988 |
| 20 | La torta nascosta                  | 16 novembre 1988 |
| 21 | Misteri d'oriente                  | 18 novembre 1988 |
| 22 | La serenata                        | 21 novembre 1988 |
| 23 | Chi sarà?                          | 23 novembre 1998 |
| 24 | Insalata russa                     | 25 novembre 1998 |
| 25 | Giallo!                            | 28 novembre 1988 |
| 26 | Chi fa da sé...                    | 30 novembre 1988 |
| 27 | Una promessa è una promessa        | 2 dicembre 1988  |
| 28 | Esami che paura!                   | 5 dicembre 1988  |
| 29 | Zio Sitter                         | 7 dicembre 1988  |
| 30 | La fidanzata segreta               | 9 dicembre 1988  |
| 31 | Anime gemelle                      | 14 dicembre 1988 |
| 32 | Detective                          | 14 dicembre 1988 |
| 33 | Un guaio tira l'altro...           | 16 dicembre 1988 |
| 34 | Festa mascherata                   | 19 dicembre 1988 |
| 35 | Appuntamenti...                    | 21 dicembre 1988 |
| 36 | Che gioia!                         | 23 dicembre 1988 |

## Buongiorno a tutti!
- Diretto da: Francesco Vicario
- Scritto da: Alessandra Valeri Manera e Stefano Vicario

## A che gioco giochiamo?
- Diretto da: Francesco Vicario
- Scritto da: Alessandra Valeri Manera e Stefano Vicario

### Trama
Cristina si prepara per la sua giornata all’università e quindi in sala prove. Francesca, affascinata dalla cosa, le chiede se può andare con lei in sala prove. Luca non vuole essere da meno delle sorelle e trascorrerà la sua giornata con lo zio inventore.
Cristina nel frattempo si reca in università, e per la strada getta via, insoddisfatta del risultato, la bozza di una relazione di compito per quella mattina. Michele recupera i fogli dal cestino e li lascia sulla cattedra del professore, il quale più tardi farà i complimenti per il lavoro a una stupita Cristina (nonostante la stropicciatura del documento).
Intanto lo zio si reca in studio dal papà di Cristina per chiedere consiglio su come intrattenere Luca. Il medico gli propone “Un, due, tre, stella!” e i due si esercitano nel gioco. Nel bel mezzo arrivano la moglie e la Tata e vedendo l’uomo giocare, gli ordinano di darsi da fare preparando lui stesso la cena per quella sera.
In sala prove, Francesca scopre che anche per cantare e suonare è necessario studiare, e le passa la fantasia.
Luca nel laboratorio dello zio declina la proposta del gioco “Un, due, tre, stella!”, preferendo divertirsi con dei disintegratori fotonici che lo zio, vista la somiglianza degli strumenti, trasforma prontamente in pistole ad acqua, anzi a… vernice indelebile, combinando, come al solito, dei pasticci.
Cristina, tornata a casa, su richiesta del padre prepara un ottimo minestrone al suo posto e l’uomo viene elogiato per la sua bravura in cucina.

## Un mistero da svelare
- Diretto da: Francesco Vicario
- Scritto da: Alessandra Valeri Manera e Stefano Vicario

## Dov'è quel calzino?
- Diretto da: Francesco Vicario
- Scritto da: Alessandra Valeri Manera e Stefano Vicario

## A.A.A. aiutante cercasi
- Diretto da: Francesco Vicario
- Scritto da: Alessandra Valeri Manera e Stefano Vicario

## Padelle, rock e… formiche
- Diretto da: Francesco Vicario
- Scritto da: Alessandra Valeri Manera e Stefano Vicario

## Quando l'aspirapolvere si arrabbia
- Diretto da: Francesco Vicario
- Scritto da: Alessandra Valeri Manera e Stefano Vicario

## Gelosia......
- Diretto da: Francesco Vicario
- Scritto da: Alessandra Valeri Manera e Stefano Vicario

## Occhiali sì, occhiali no?
- Diretto da: Francesco Vicario
- Scritto da: Alessandra Valeri Manera e Stefano Vicario

## Occhio al professore!
- Diretto da: Francesco Vicario
- Scritto da: Alessandra Valeri Manera e Stefano Vicario

## Tre ragazzi nei guai
- Diretto da: Francesco Vicario
- Scritto da: Alessandra Valeri Manera e Stefano Vicario

## Muscoli e sogni
- Diretto da: Francesco Vicario
- Scritto da: Alessandra Valeri Manera e Stefano Vicario

## Un tavolo per tre
- Diretto da: Francesco Vicario
- Scritto da: Alessandra Valeri Manera e Stefano Vicario

## Amici-nemici
- Diretto da: Francesco Vicario
- Scritto da: Alessandra Valeri Manera e Stefano Vicario

## Tre fidanzati
- Diretto da: Francesco Vicario
- Scritto da: Alessandra Valeri Manera e Stefano Vicario

## La partita di pallone
- Diretto da: Francesco Vicario
- Scritto da: Alessandra Valeri Manera e Stefano Vicario

## Che amore d'invenzione
- Diretto da: Francesco Vicario
- Scritto da: Alessandra Valeri Manera e Stefano Vicario

## Concorso di bellezza
- Diretto da: Francesco Vicario
- Scritto da: Alessandra Valeri Manera e Stefano Vicario

## Un miciolino... feroce
- Diretto da: Francesco Vicario
- Scritto da: Alessandra Valeri Manera e Stefano Vicario

## La torta nascosta
- Diretto da: Francesco Vicario
- Scritto da: Alessandra Valeri Manera e Stefano Vicario

## Misteri d'oriente
- Diretto da: Francesco Vicario
- Scritto da: Alessandra Valeri Manera e Stefano Vicario

## La serenata
- Diretto da: Francesco Vicario
- Scritto da: Alessandra Valeri Manera e Stefano Vicario

## Chi sarà?
- Diretto da: Francesco Vicario
- Scritto da: Alessandra Valeri Manera e Stefano Vicario

## Insalata russa
- Diretto da: Francesco Vicario
- Scritto da: Alessandra Valeri Manera e Stefano Vicario

## Giallo!
- Diretto da: Francesco Vicario
- Scritto da: Alessandra Valeri Manera e Stefano Vicario

## Chi fa da sé...
- Diretto da: Francesco Vicario
- Scritto da: Alessandra Valeri Manera e Stefano Vicario

## Una promessa è una promessa
- Diretto da: Francesco Vicario
- Scritto da: Alessandra Valeri Manera e Stefano Vicario

## Esami che paura!
- Diretto da: Francesco Vicario
- Scritto da: Alessandra Valeri Manera e Stefano Vicario

## Zio Sitter
- Diretto da: Francesco Vicario
- Scritto da: Alessandra Valeri Manera e Stefano Vicario

## La fidanzata segreta
- Diretto da: Francesco Vicario
- Scritto da: Alessandra Valeri Manera e Stefano Vicario

## Anime gemelle
- Diretto da: Francesco Vicario
- Scritto da: Alessandra Valeri Manera e Stefano Vicario

## Detective
- Diretto da: Francesco Vicario
- Scritto da: Alessandra Valeri Manera e Stefano Vicario

## Un guaio tira l'altro...
- Diretto da: Francesco Vicario
- Scritto da: Alessandra Valeri Manera e Stefano Vicario

## Festa mascherata
- Diretto da: Francesco Vicario
- Scritto da: Alessandra Valeri Manera e Stefano Vicario

## Appuntamenti...
- Diretto da: Francesco Vicario
- Scritto da: Alessandra Valeri Manera e Stefano Vicario

## Che gioia!
- Diretto da: Francesco Vicario
- Scritto da: Alessandra Valeri Manera e Stefano Vicario